# Hogna jiafui
Hogna jiafui este o specie de păianjeni din genul Hogna, familia Lycosidae, descrisă de Peng et al., 1997. Conform Catalogue of Life specia Hogna jiafui nu are subspecii cunoscute.